# Internationale Commissie voor de doorgraving van de landengte van Suez

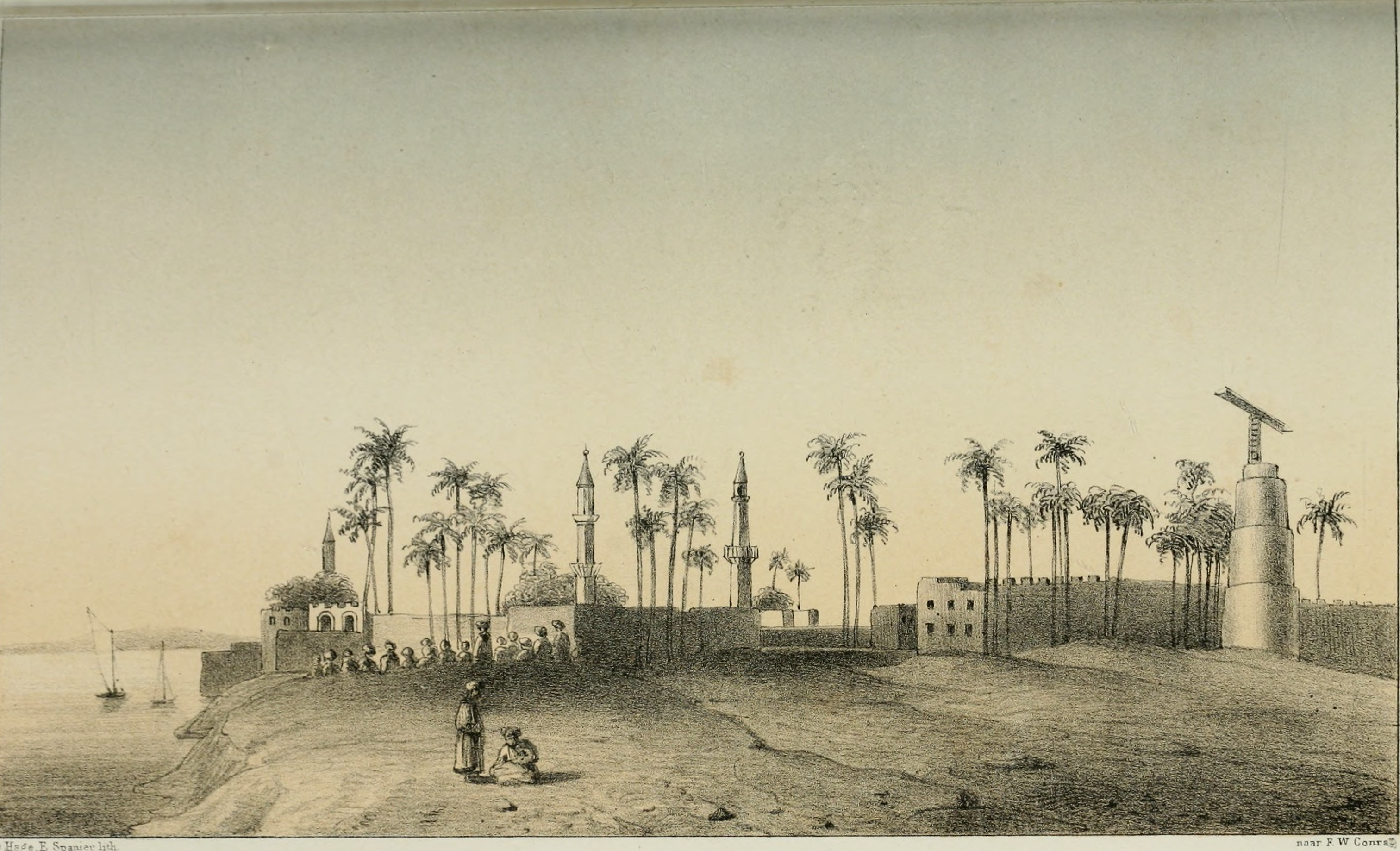
Illustratie van de hand van Conrad in zijn reisverslag

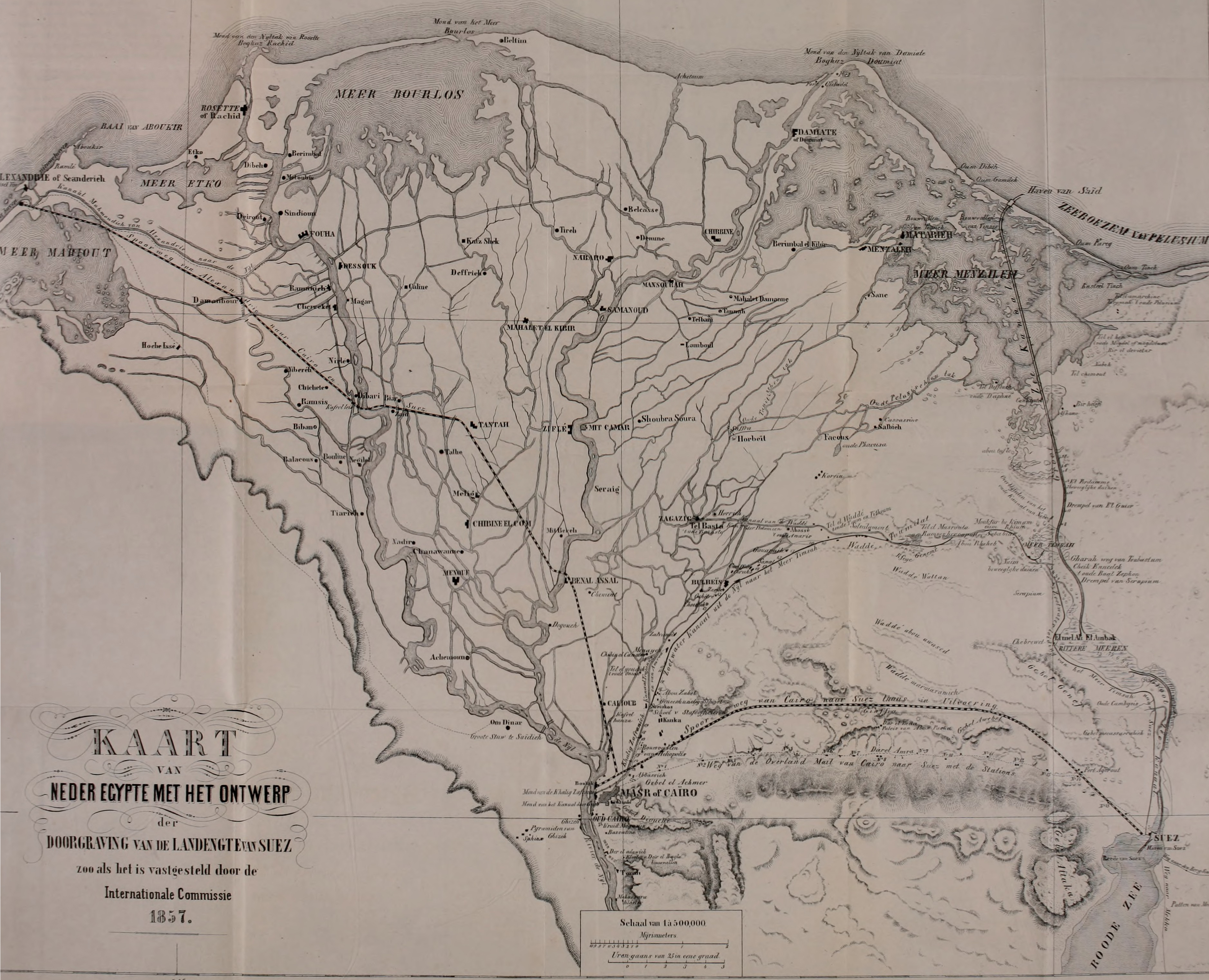
Tracé van het ontworpen kanaal en de Nijldelta

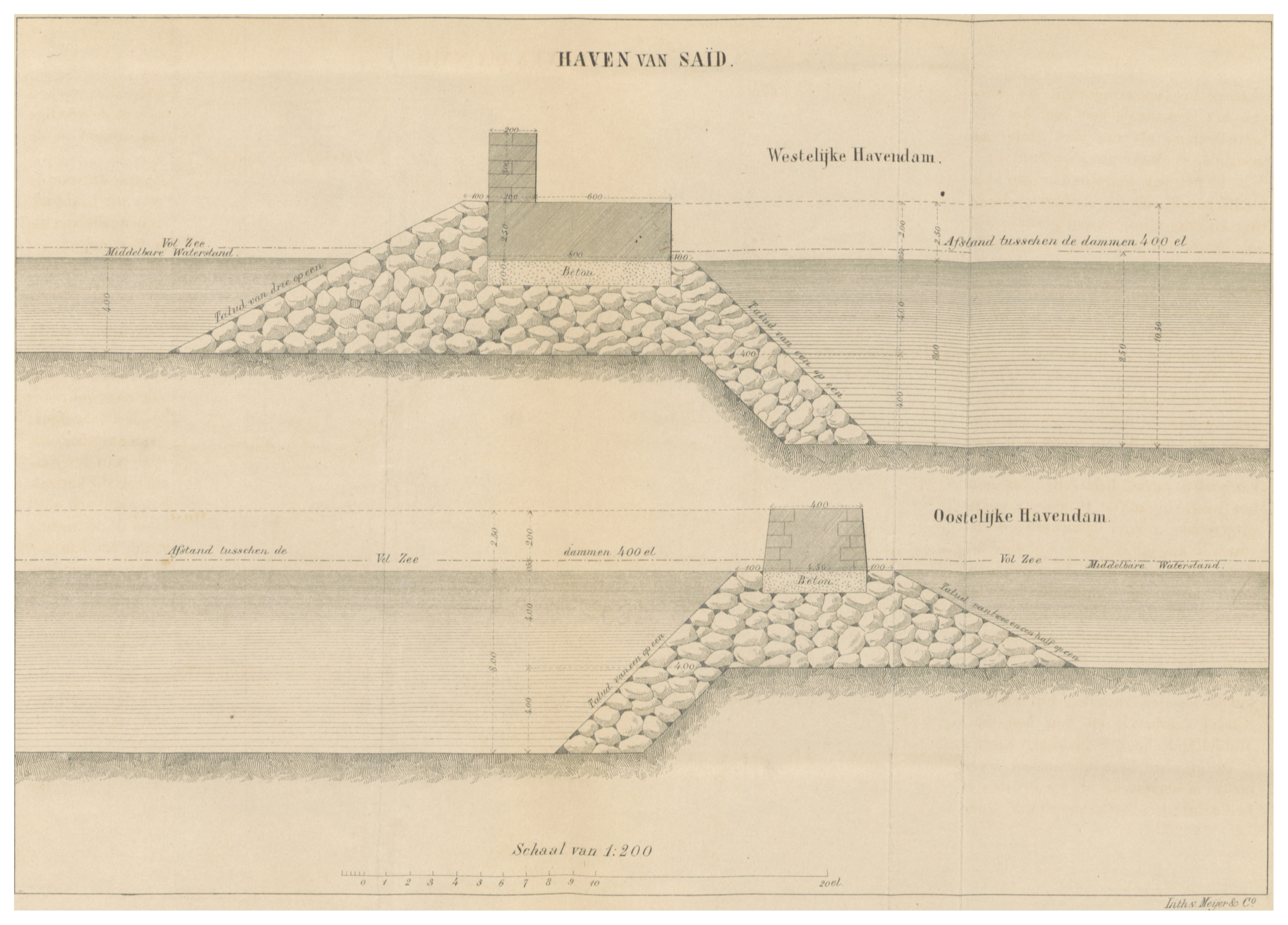
De ontworpen havendammen van Port Saïd

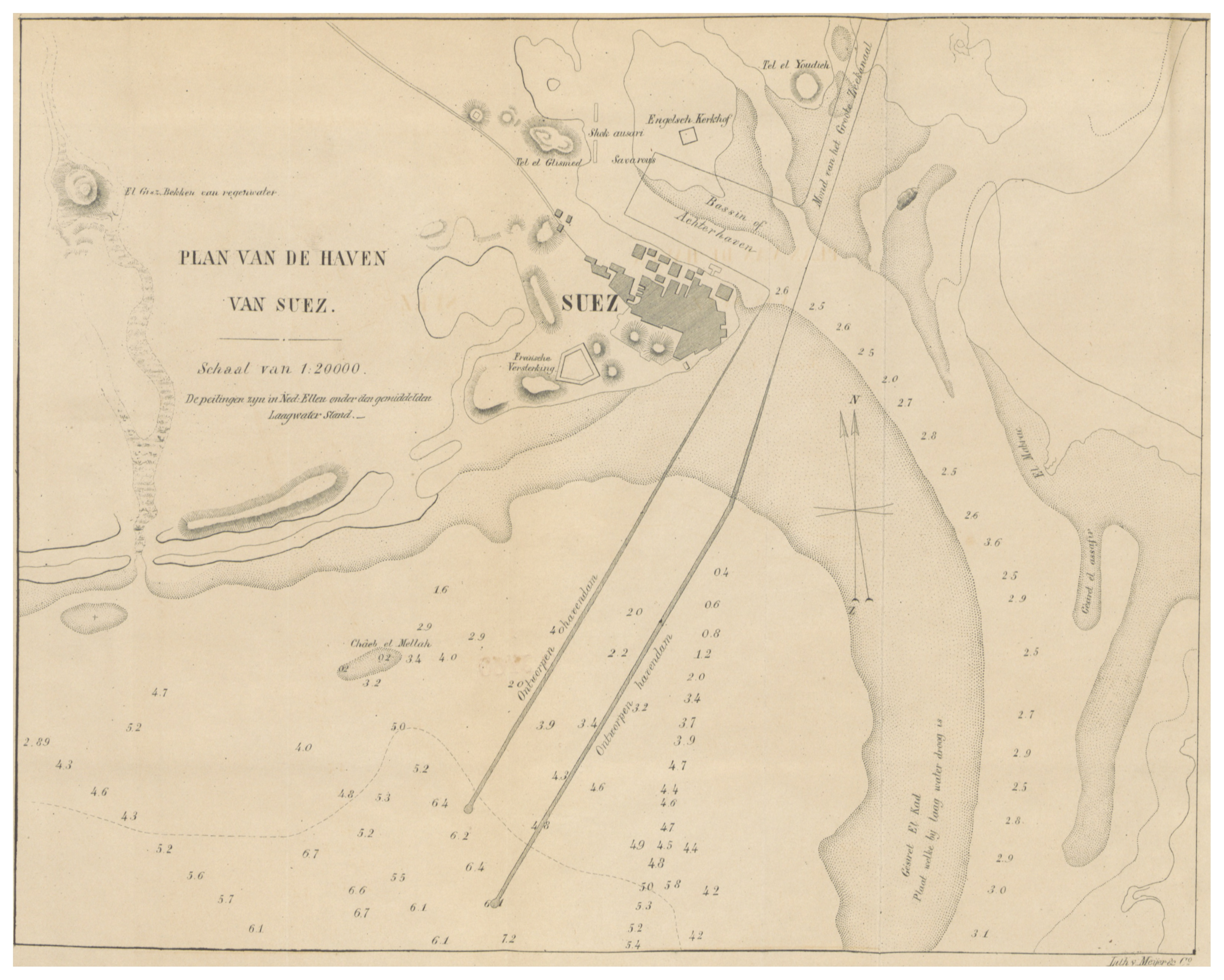
Lay-out van de haven van Suez

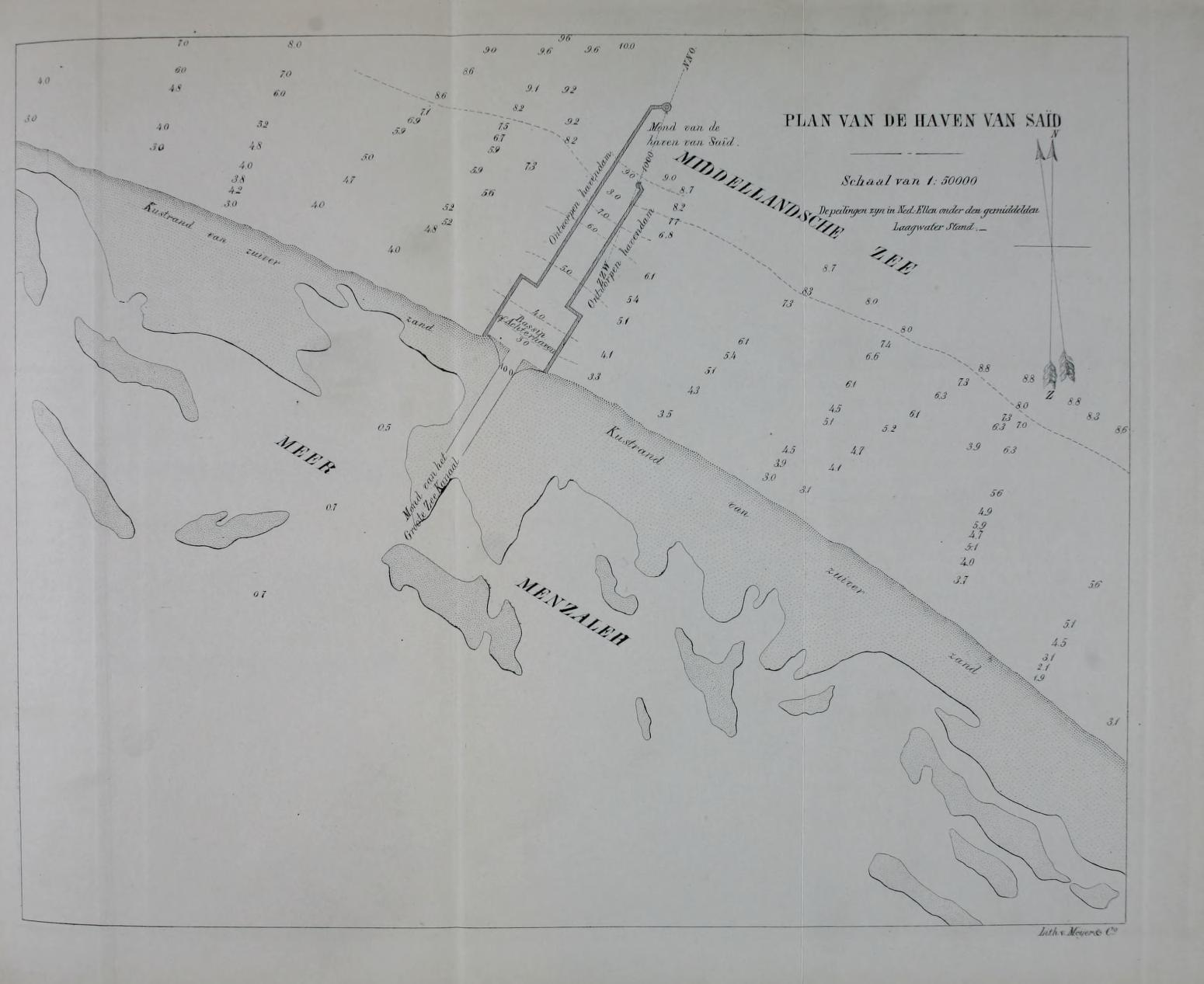
De Rede van Port Said met havenontwerp en dieptelodingen

De Internationale Commissie voor de doorgraving van de landengte van Suez (Commission Internationale pour le percement de l’isthme de Suez) was de commissie bestaande uit verschillende Europese deskundigen bijeengeroepen in 1855 door Ferdinand de Lesseps in opdracht van de onderkoning (Kedive) van Egypte Muhammad Sa'id om de haalbaarheid van een kanaal tussen de Middellandse Zee en de Rode Zee onderzoeken en het beste alternatief voor een dergelijk kanaal te beoordelen.

## Voorbereidende werkzaamheden
Het idee van het graven van een kanaal door de landengte van Suez trok wijdverbreide belangstelling in heel Europa in het begin van de 19e eeuw. Napoleons landmeters hadden tijdens zijn campagne in Egypte een verschil van ongeveer 9 meter tussen de niveaus van de twee zeeën gevonden. Het onderzoek van Paul-Adrien Bourdaloue 1847 tijdens een expeditie van de Société d’Études du Canal de Suez toonde aan dat er in feite geen dergelijk verschil was. Tijdens dezelfde expeditie verkende Alois Negrelli von Moldelbe, de Oostenrijkse spoorwegpionier, de baai van Pelusium het noordelijke uiteinde van het verwachte kanaal. Vanwege de politieke situatie in 1848, werden geen verdere stappen gezet. Op 30 november 1854 kreeg de Lesseps van Muhammad Sa’id de eerste concessie voor een Suezkanaal en op verzoek van de Lesseps werd een eerste ontwerp van het kanaal gemaakt door Linant-Bey en Mougel-Bey (Louis Maurice Adolphe Linant de Bellefonds en Eugène Mougel), twee hooggeplaatste Franse ingenieurs in de Egyptische kanaaladministratie. Vanaf het begin was de belangrijkste zorg van de Lesseps om het kanaalproject op te zetten op een zo breed mogelijke politieke basis. Hij heeft het rapport voorgelegd aan de onderkoning, die in het besluit (Firman) van 19 mei 1855 onder meer heeft bepaald dat het rapport verder moest worden uitgewerkt en vervolgens door een internationale deskundigencommissie moest worden besproken.

## De Commissie
De Commissie kwam voor het eerst bijeen in Parijs op 30 oktober 1855. Het bestond uit de heren:
- Frederik Willem Conrad, Hoofdingenieur van de Rijkswaterstaat in Den Haag, voorzitter van de Commissie;
- Captain Edward Harris, Kapitein bij de Engelse koninklijke marine in Londen;
- Benjamin Jaurès, Kapitein van de Franse Keizerlijke Marine en lid van de Admiraliteitsraad;
- Carl Lentze, Koninklijke Pruisische Ingenieur en hoofd van de waterwerken in de Wisla (Weichsel) in Berlijn;
- Jean-Pierre Lieussou, Ingenieur-hydrograaf van de Franse marine in Parijs, ook Secretaris van de Commissie;
- John Robinson Mac Clean, Ingenieur in Londen
- Charles Manby, Ingenieur in Londen, tegelijkertijd Secretaris van de Commissie;
- Cipriano Segundo Montesino, Directeur openbare werken in Madrid;
- Alois Negrelli, hoofdinspecteur van de spoorwegen in Oostenrijkse Keizerlijke staten in Wenen;
- Pietro Paleocapa, Minister van Openbare Werken in Turijn (Koninkrijk Sardinië);
- Louis Auguste Renaud, algemeen inspecteur en lid van de Conseil général des ponts et chaussées te Parijs;
- James Meadows Rendel, Ingenieur in Londen;
- Charles Rigault de Genouilly, Vice-admiraal van de Franse Marine in Parijs.

De leden hadden het oorspronkelijke ontwerp van Linant-Bey en Mougel-Bey al bekeken en besloten de omstandigheden ter plaatse in Egypte te onderzoeken. Daarnaast moest een kaart van de baai van Pelusium worden opgesteld om lodingen van Negrelli in 1847 af te ronden. De reizen van de Commissie zijn beschreven door Conrad in een boek, dit boek gaat naast de technische zaken ook in op sociale en culturele zaken.

## Onderzoek in Egypte
Vijf van de dertien leden ontmoetten elkaar op 18 november 1855 in Alexandrië, namelijk de heren Conrad, Renaud, Negrelli, McClean en Lieussou. Negrelli zorgde voor de dwarsprofielen en de tracé van het kanaal dat hij tijdens zijn bezoek van 1847 had opgesteld en dat grotendeels overeenstemde met het ontwerp van de ingenieurs van de Kedive, Linant en Mougel. Gedurende de volgende twee dagen onderzocht de groep de rede van Alexandrië, en verkende vervolgens gedurende vier dagen de baai van Suez.
Vervolgens ging de groep noordwaarts naar het Timsahmeer en de Wadi Tumilat voor grondboringen en het doen van grondonderzoek en om het tracé van een kanaal over de Nijldelta naar Alexandrië te onderzoeken, zoals voorgesteld door Jacques-Marie Le Père en Paulin Talabot. De groep was het er snel over eens dat dit voorstel om verschillende technische en economische redenen niet aanvaardbaar was. Vervolgens gingen ze naar de Middellandse Zee, waarbij ze verdere grondboringen en andere onderzoek deden. Op 31 december 1855 ging de groep aan boord van het Egyptische fregat Le Nil en arriveerde op 2 januari 1856 in Alexandrië. Aan boord werden de resultaten van de lodingen van M. Larousse (een door de Franse marine aan de groep toegevoegde hydrograaf) besproken. Men kwam tot de conclusie dat de ingang van het kanaal verder naar het westen (naar de plaats van de huidige haven van Port Said) moest worden verplaatst vanwege de diepere wateren, zelfs als dit het kanaal met 6 km zou verlengen. Bovendien moet de ingang worden beschermd door een 3,5 km lange noordelijke havendam en een 2,5 km lange zuidelijke havendam. Ook moest er een vuurtoren worden gebouwd.
Op 2 januari 1856 werd bij de onderkoning een voorlopig verslag ingediend waarin werd gesteld dat een direct kanaal het enige redelijke alternatief was (dus geen kanaal van de Rode Zee naar de Nijl), maar dat de details daarvan in het eindverslag zouden worden opgenomen, Details moesten nog worden uitgewerkt op basis van bepaalde verdere onderzoeken. Ook was nog definitieve goedkeuring van de volledige commissie nodig.
De onderkoning gaf vervolgens de tweede concessie aan de Lesseps.

## De beraadslagingen van de commissie
De volledige commissie kwam bijeen op 23 juni 1856 in Parijs (Rendel was verontschuldigd, Negrelli en Montesino arriveerden de volgende dag). Gedurende drie dagen bespraken de leden het resultaat van het onderzoek in Egypte en alle details van het toekomstige kanaal. De unanieme stemming was voor een kanaal zoals voorgesteld door Negrelli vanaf het begin, d.w.z. een kanaal zonder sluizen, het passeren van de op een lager niveau liggende Bittermeren (die een wat lager peil hadden en waarvan het peil door het kanaal verhoogd zou worden) zonder dammen of dijken. Het kanaal moet een diepte van 8 m hebben en zijn breedte moet 100 m op de waterlijn en 64 m aan de bodem zijn, maar in een bepaald gedeelte slechts 80 m op de waterlijn en 44 m aan de bodem.

## Eindverslag
Het eindverslag van de commissie (Rapport de la Commission Internationale) met 195 bladzijden plus plannen, technische tabellen enz. is gepubliceerd in december 1856. Het verslag bevat de argumenten voor de rechtstreekse verbinding tussen de twee zeeën (het tracé) en alle technische details van het kanaal, met inbegrip van de te bouwen havens, telegraaflijnen die langs het kanaal moeten worden geïnstalleerd, de aanleg van veerverbindingen en ten slotte de betonning en kustlichten aan de kant van de Middellandse Zee en van de Rode Zee, compleet met vuurtorens, boeien enzovoort. Zoals reeds vermeld in het voorlopige rapport, werd de naam van Port Said voorgesteld als de naam voor de haven aan de noordelijke ingang.
In het verslag heeft de commissie uitdrukkelijk verklaard hun taken te hebben vervuld en al hun activiteiten te hebben afgerond. Ze spraken hun wens uit om het kanaal in de nabije toekomst te laten bouwen, maar hebben op geen enkele manier gereageerd op de uitvoering van de toekomstige werken en het beheer daarvan. In tegenstelling van wat wel beweerd wordt heeft de commissie ook niet de aanbeveling gedaan om de uitvoering onder verantwoordelijkheid van Negrelli te plaatsen.